# Первомайское (сельское поселение, Киясовский район)
Первомайское — упразднённое муниципальное образование со статусом сельского поселения в Киясовском районе Удмуртии Российской Федерации.
Административный центр — село Первомайский.
Законом Удмуртской Республики от 29.04.2021 № 36-РЗ упразднено в связи с преобразованием муниципального района в муниципальный округ.

## Географические данные
Находится в северо-восточной части района, граничит:
- на севере с Малопургинским районом
- на востоке с Сарапульским районом
- на юге с Киясовским сельским поселением
- на западе с Подгорновским сельским поселением

## История
Статус и границы сельского поселения установлены Законом Удмуртской Республики от 17 декабря 2004 года № 86-РЗ «Об установлении границ муниципальных образований и наделении соответствующим статусом муниципальных образований на территории Киясовского района Удмуртской Республики»
Предшественник — Первомайский сельсовет

## Население
| 2010 | 2012  | 2013  | 2014 | 2015 | 2016 | 2017 |
| ---- | ----- | ----- | ---- | ---- | ---- | ---- |
| 1025 | ↗1039 | ↘1018 | ↘978 | ↘955 | ↗958 | ↘956 |
| 2018 | 2019  | 2020  |      |      |      |      |
| ↘937 | ↘896  | ↘873  |      |      |      |      |

Из 1010 человек проживавших в 2008 году, 323 — пенсионеры и 196 — дети и молодёжь до 18 лет. 48 человек работали в бюджетной сфере и 8 человек были зарегистрированы безработными.

## Состав сельского поселения
| № | Населённый пункт | Тип населённого пункта       | Население |
| - | ---------------- | ---------------------------- | --------- |
| 1 | Аксарино         | деревня                      | ↗133      |
| 2 | Косолапово       | деревня                      | ↗136      |
| 3 | Первомайский     | село, административный центр | →671      |
| 4 | Шихостанка       | посёлок                      | ↗69       |
| 5 | Яжбахтино        | село                         | ↘30       |

## Экономика
На территории поселения расположен агрокомплекс «Яжбахтинский» структурное подразделение ОАО «Восточный».

## Объекты социальной сферы
- Первомайская средняя общеобразовательная школа — 97 учеников в 2008 году[14].
- Косолаповская начальная школа — 5 учеников в 2008 году[14].
- Детский сад в селе Первомайское
- Четыре ФАПа
- Библиотека

## Русская православная церковь
Церковь